# Oecanthus minutus
Oecanthus minutus är en insektsart som beskrevs av Henri Saussure 1877. Oecanthus minutus ingår i släktet Oecanthus och familjen syrsor. Inga underarter finns listade i Catalogue of Life.